# مسانج
المسانج (بالإنجليزية: syngeneic أو Syngenic)‏ المتطابق وراثيا، أو المتطابق بما فيه الكفاية والمتوافق مناعيا بما يسمح للزراعة.
على سبيل المثال، يمكن استخدامه لشيء مزروع من توأم متطابق. عندما الحصول على الخلايا من نفس المريض الذي ستستخدم عليه، توصف بأنها ذاتية، وعندما يتم الحصول عليها من أفراد متطابقين، يُشار إليها على أنها مسانجة. يُعرف الطعم المسانج بأنه طعم إسوي أو مشابه أو مثلي.
يختلف ذلك مع عملية الاغتراس الذاتي (من جزء واحد من الجسم إلى آخر في نفس الشخص) وزرع الطعم الخيفي (من فرد آخر من نفس النوع) ، ونقل الأعضاء بين الكائنات الحية (من الأنواع الأخرى).